# Monument à Marceau de Chartres
La statue de Marceau, située place des Épars à Chartres, département français d'Eure-et-Loir, est une sculpture représentant le général français François Séverin Marceau, né dans cette ville en 1769 et mort en Allemagne en 1796.

## Historique
En 1851, une statue de 3 m, en bronze, est réalisée par Auguste Préault, pour orner la place des Épars à Chartres. Jean-Baptiste Antoine Lassus est l'auteur du socle. Le monument est alors placée au milieu de cette place.
En 2017, lors du réaménagement de la place des Épars, le monument est excentré et déplacé au débouché de la rue du Grand-Faubourg. Le socle du piédestal est supprimé et de ce fait la statue abaissée.
À cette même date, le monument est inscrit au titre de monument historique.

La statue de Marceau autrefois au centre de la place des Épars
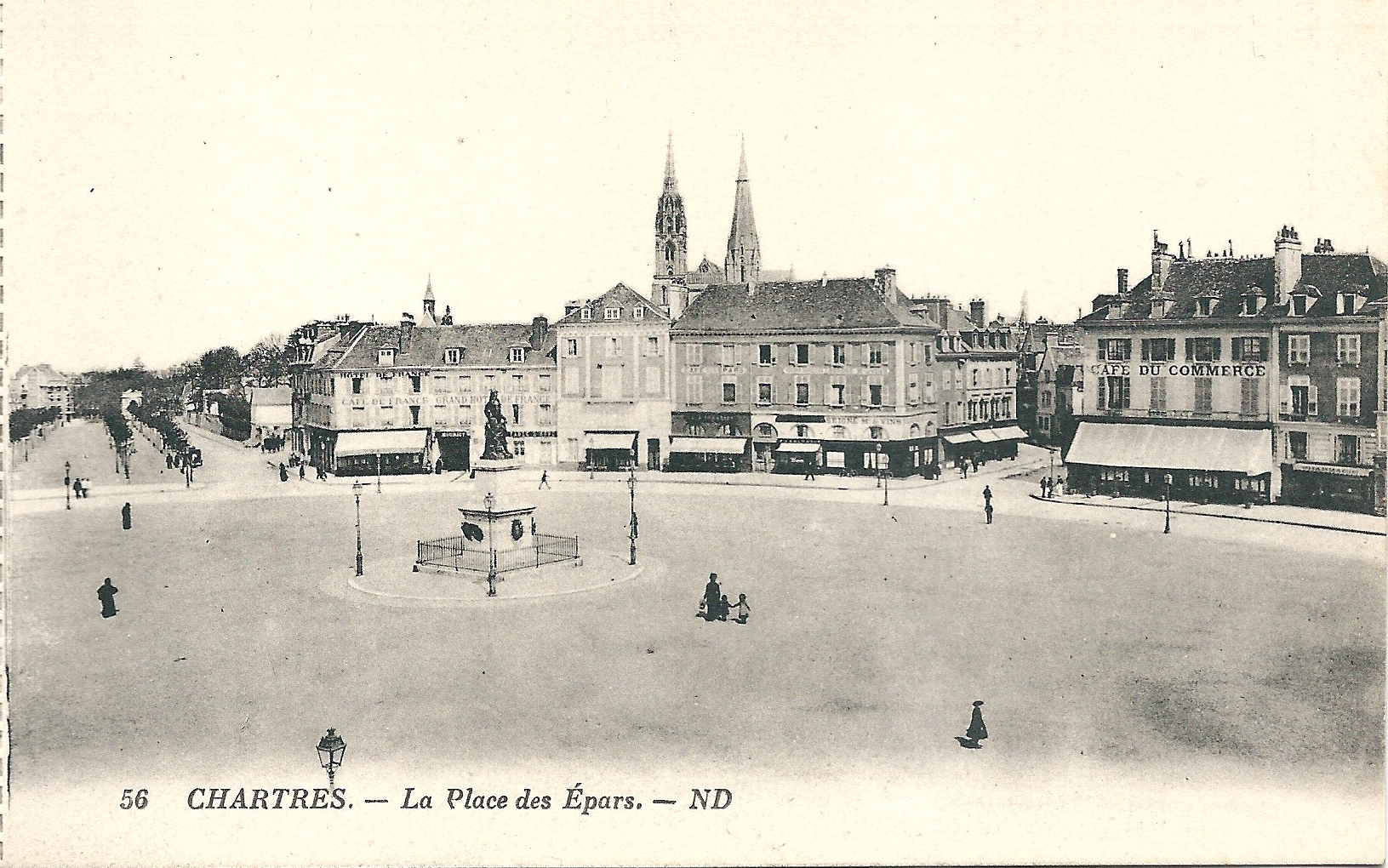
La place des Épars, vers 1910.
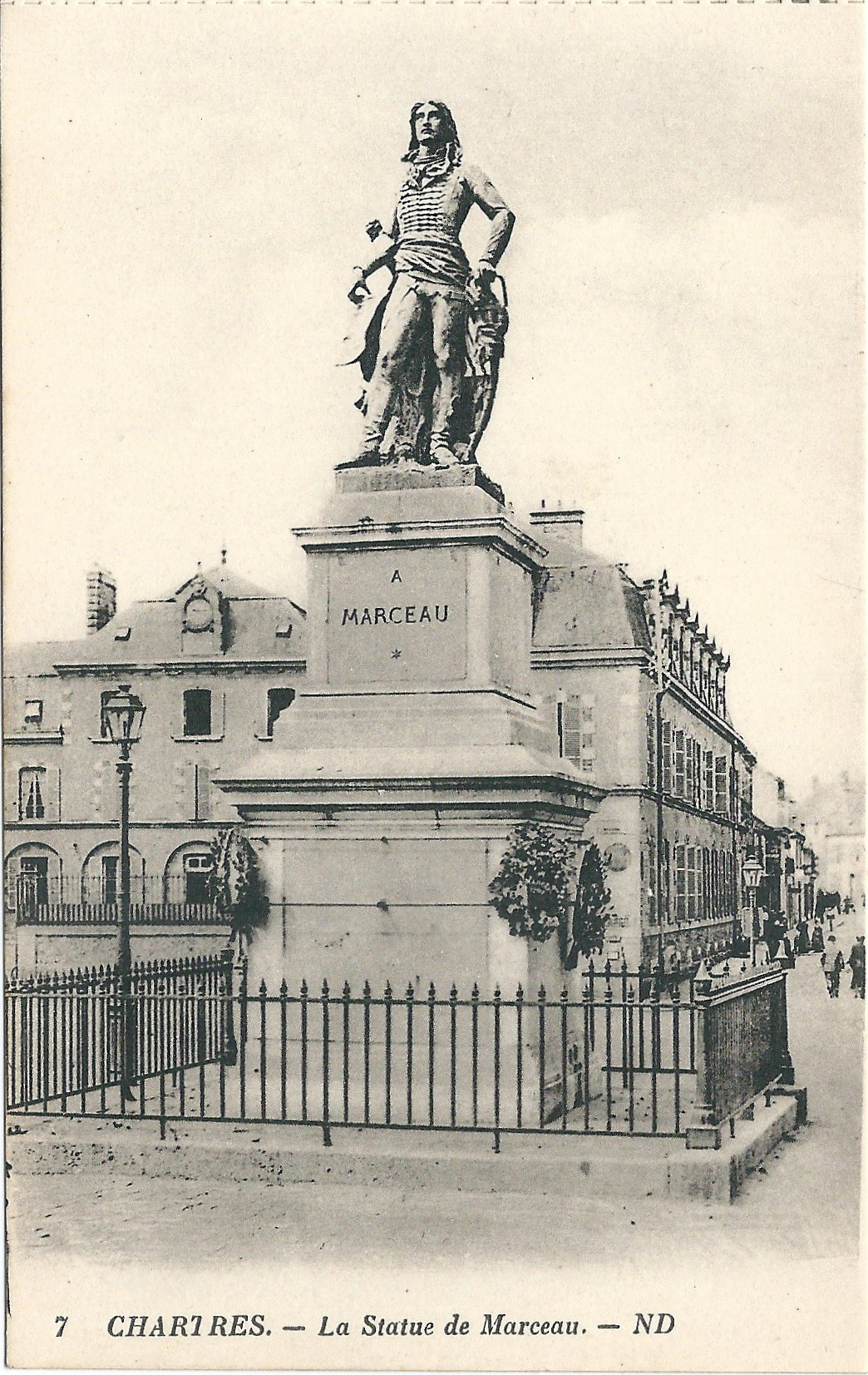
La statue au centre de la place, avec le socle du piédestal.

## Description
Le piédestal renferme une cavité dans laquelle est déposée une partie des cendres du général.
À l'extérieur figurent deux inscriptions :
- Devant : « À MARCEAU » ;
- Derrière : « ÉRIGÉ LE 21 SEPTEMBRE 1951 ».

La statue de Marceau aujourd'hui
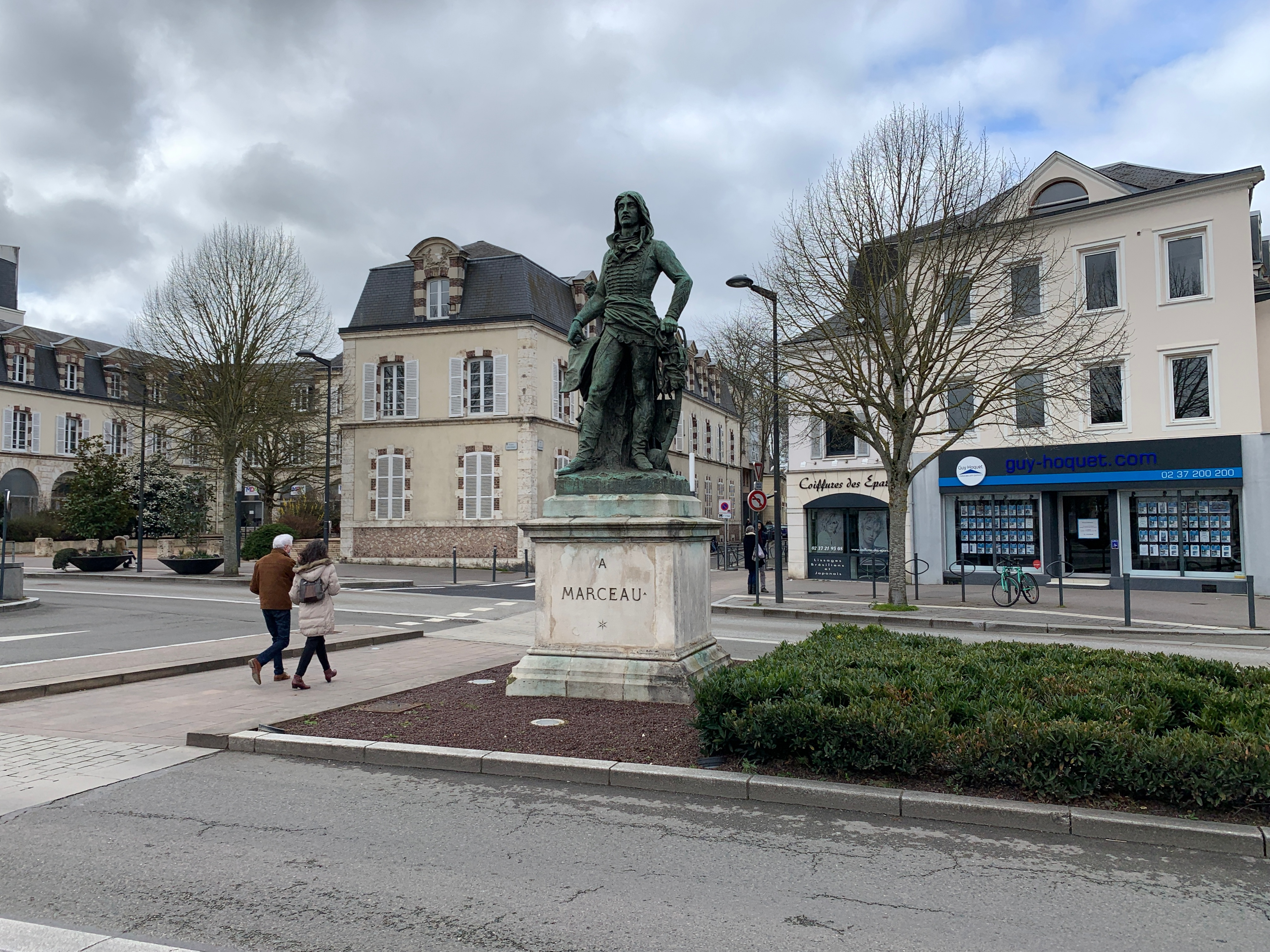
Emplacement actuel, 2021.
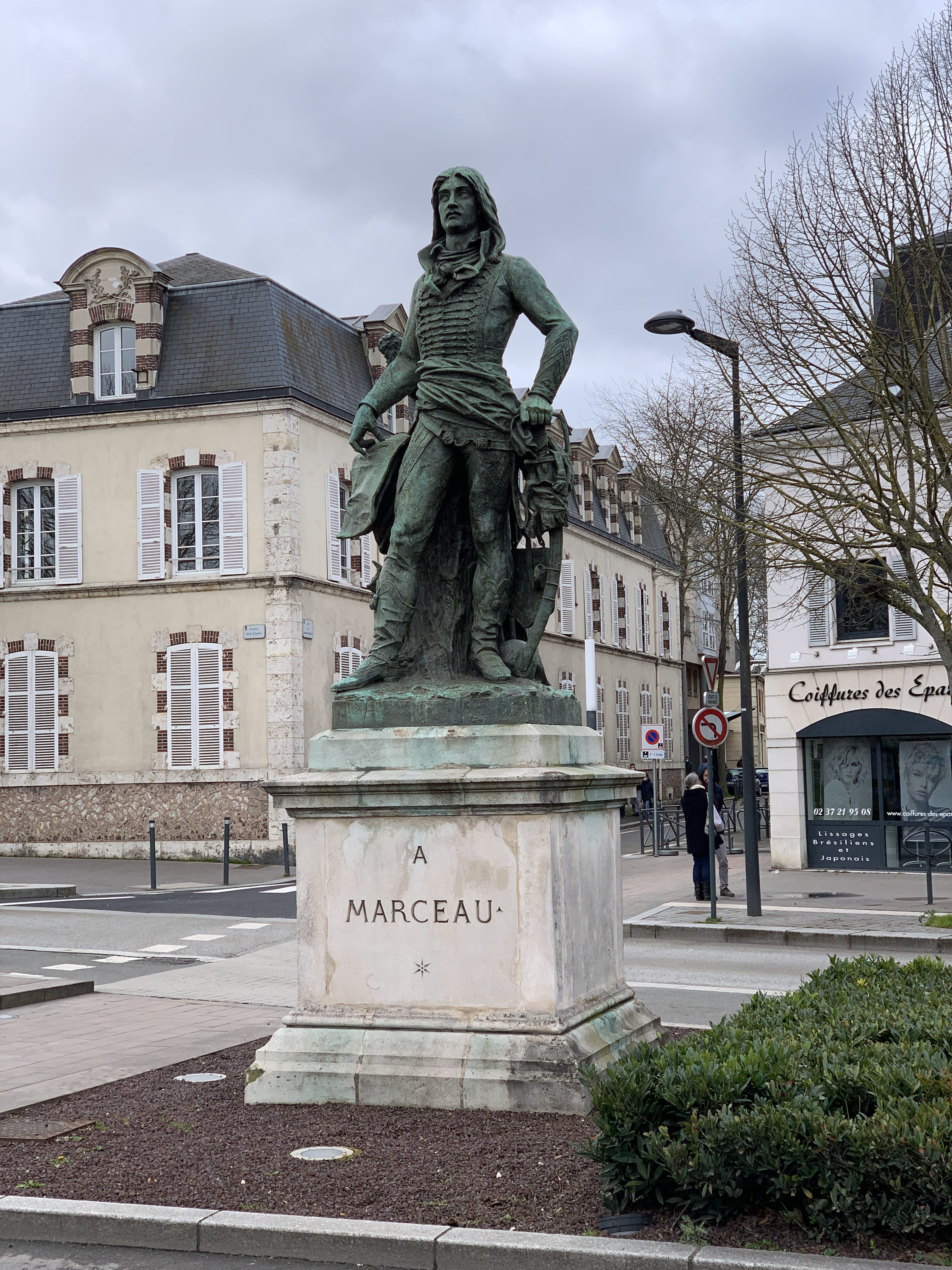
Vue générale du monument.
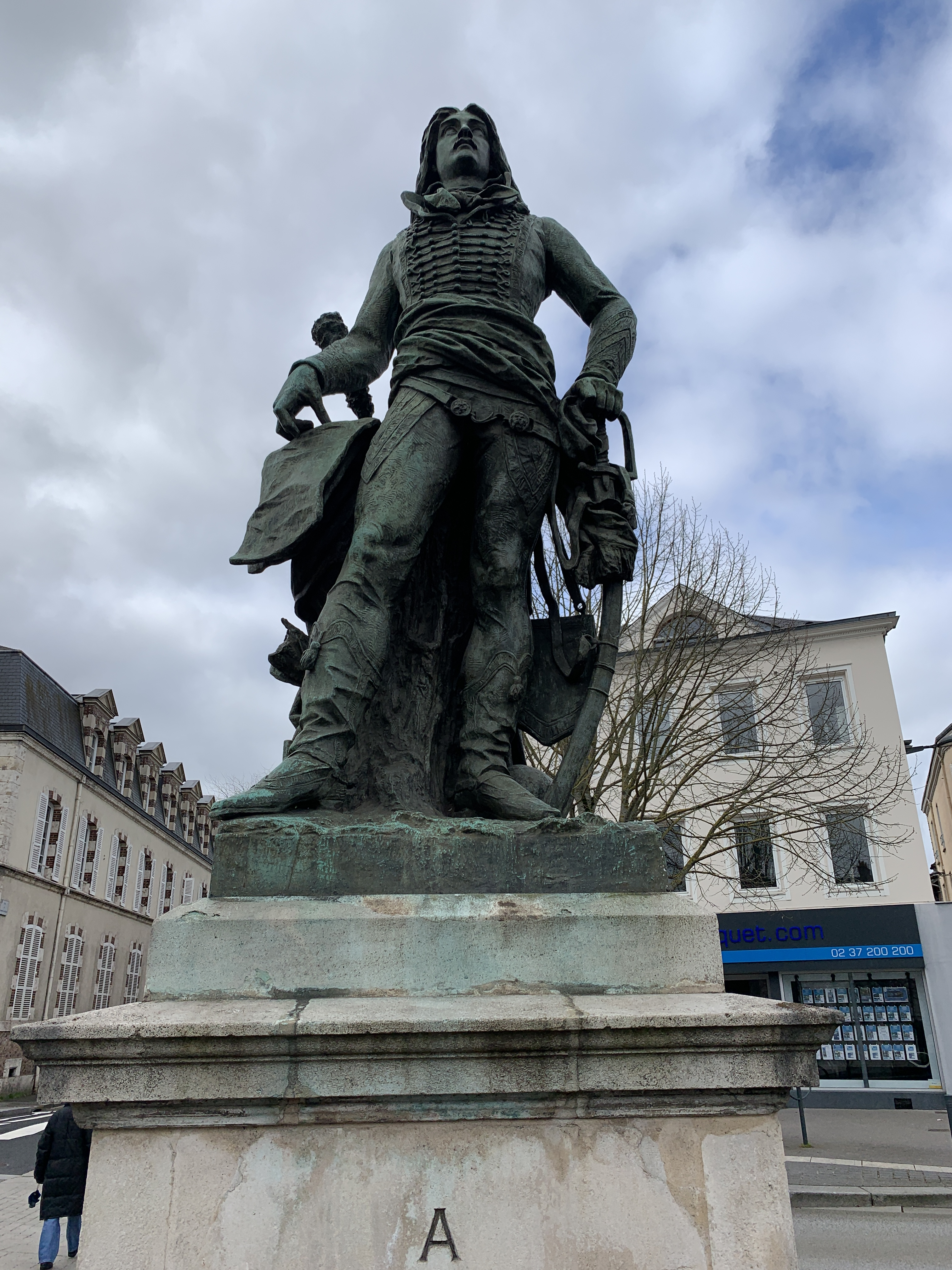
Vue de la statue.
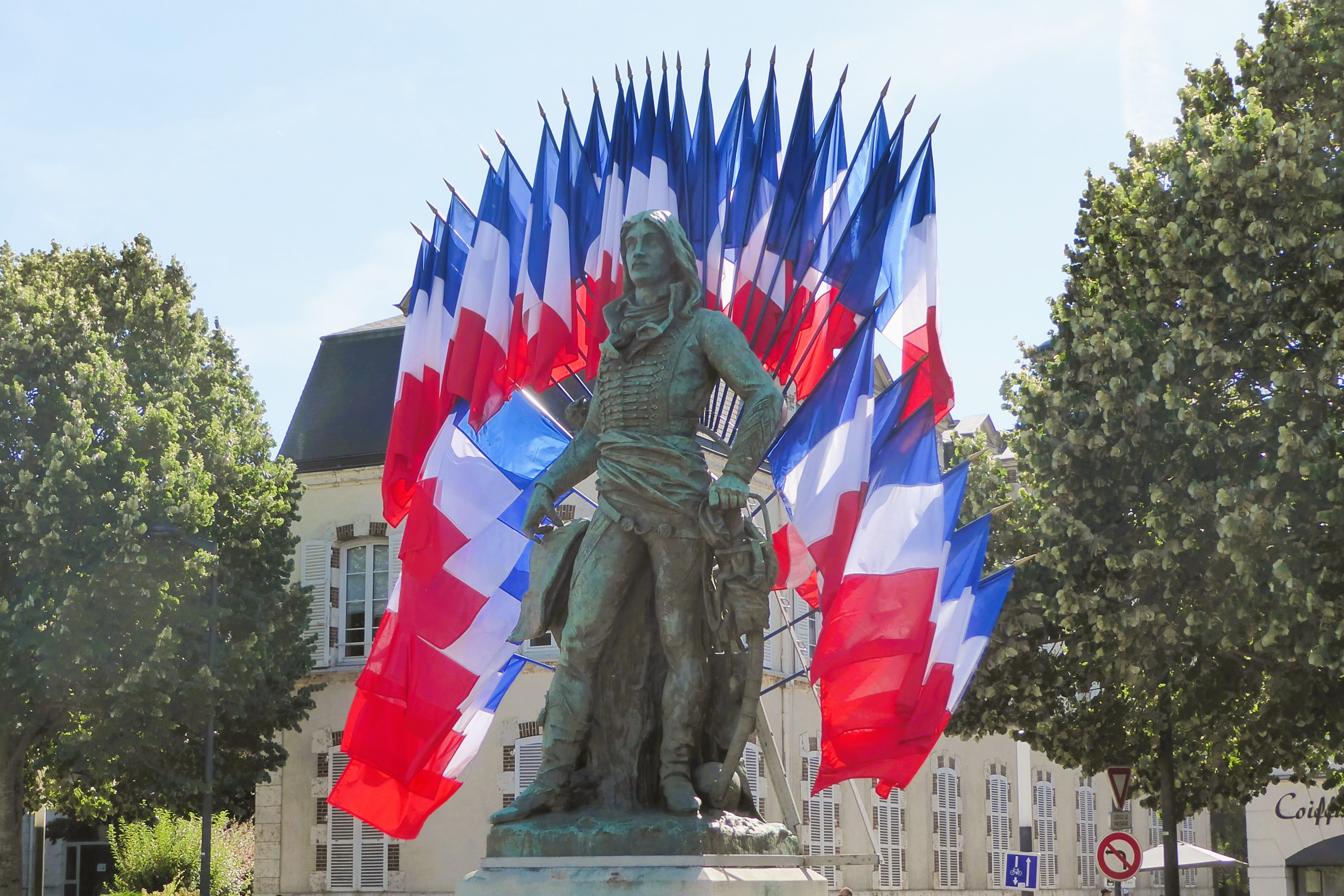
Le 14 juillet 2022.
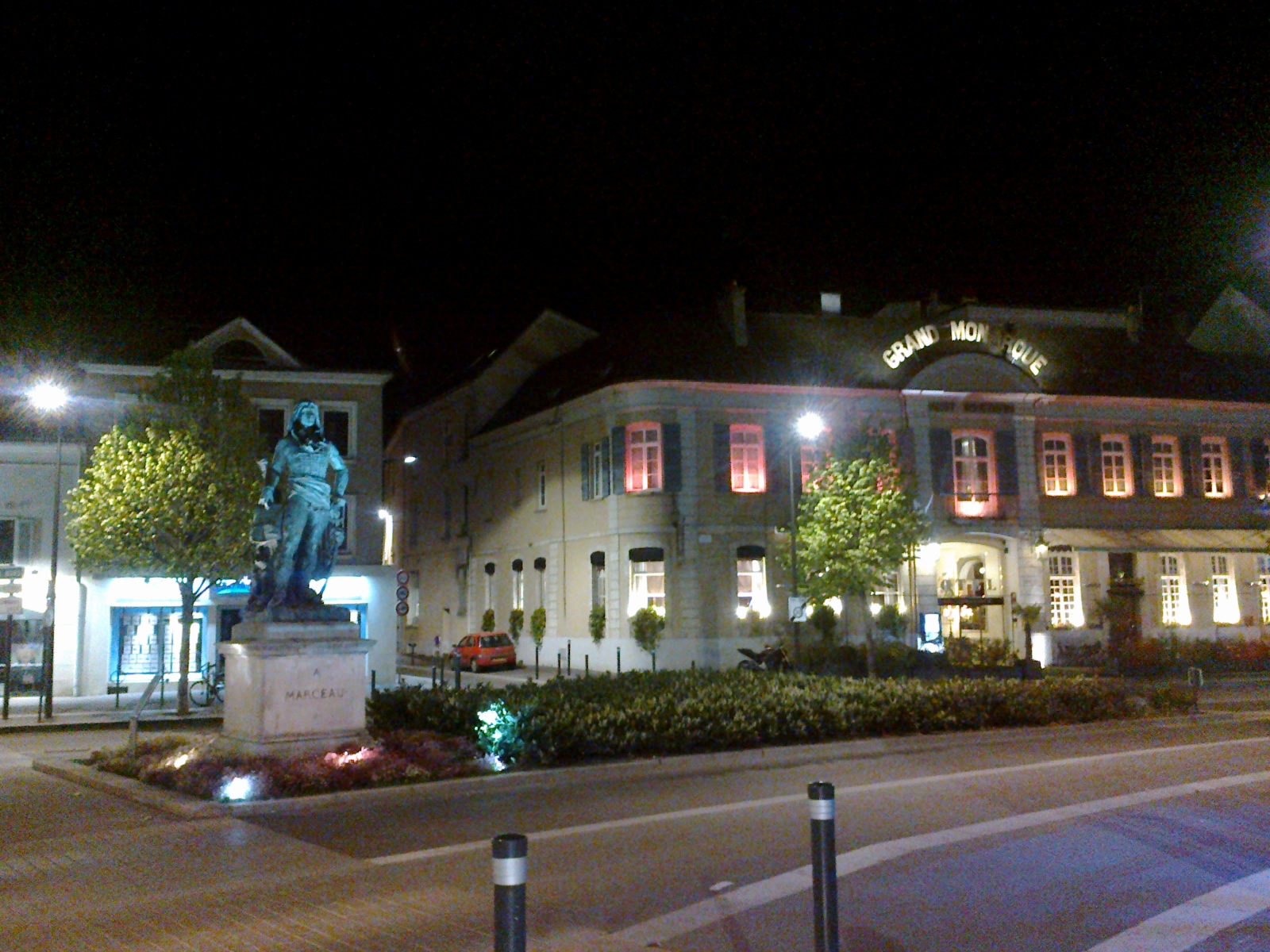
Vue nocturne.